# Bogdan Benko
Bogdan Benko, slovenski politolog in diplomat, * 31. december 1952, Solkan.

## Življenjepis
Med letoma 2002 in 2006 je bil veleposlanik na Portugalskem, med letoma 2009 in 2013 pa na Danskem, nato državni sekretar na zunanjem ministrstvu, od leta 2015 pa veleposlanik v Italiji. 